# Murder Princess
Murder Princess – manga autorstwa Sekihiko Inuia, publikowana na łamach magazynu „Dengeki Teioh” wydawnictwa MediaWorks od kwietnia 2004 do listopada 2006. Na jej podstawie powstała 6-odcinkowa seria OVA, wyprodukowana przez Marvelous Entertainment i zanimowana przez studio Bee Train, która została wydawana w 2007 roku.

## Fabuła
Historia rozpoczyna się, gdy doktor Akamashi, przedstawiony jako naukowiec niegdyś zatrudniony przez rząd, przeprowadza zamach stanu w Królestwie Forlandu. Następczyni tronu, księżniczka Alita, ucieka z pałacu, jednak podczas ucieczki dziewczyna spada z klifu prosto na Falis, słynną łowczynię nagród, w wyniku czego dusze Ality i Falis zamieniają się miejscami. Po tym, jak Falis pokonuje bestię strzegącą las, Alita błaga ją, aby ochroniła Królestwo Forlandu, ofiarowując siebie – ciało i duszę – jako zastaw. Falis zgadza się i zaczyna udawać księżniczkę Forlandu, działając wespół ze swoimi przyjaciółmi łowcami nagród.

## Bohaterowie
- Alita Forland (jap. アリタ‧フォーランド Arita Fōrando) / Milano (jap. ミラノ Mirano)

Seiyū: Ami Koshimizu 
- Falis (jap. ファリス Farisu) / Alita (jap. アリタ Arita)

Seiyū: Romi Paku 
- Dominikov (jap. ドミニコフ Dominikofu)

Seiyū: Kazuki Yao 
- Pete Armstrong (jap. ピート‧アームストロング Piito Amusutorongu)

Seiyū: Akimitsu Takase 
- Jodo Entolasia (jap. ジョドォ‧エントラシア Jodō Entorashia)

Seiyū: Takkō Ishimori 
- Milano Entolasia (jap. ミラノ‧エントラシア Mirano Entorashia)

Seiyū: Mayuko Takahashi 
- Akamashi (jap. アカマシ)

Seiyū: Hiroshi Tsuchida 
- Ana (jap. アナ)

Seiyū: Chiwa Saitō 
- Yuna (jap. ユナ)

Seiyū: Chiwa Saitō 
- Cecilia (jap. セシリア Seshiria)

Seiyū: Megumi Toyoguchi 
- Książę Kaito / Mroczny Rycerz (jap. 黒い騎士 Kuroi Kishi)

Seiyū: Daisuke Namikawa 

## Manga
Seria była publikowana w magazynie „Dengeki Teioh” od 26 kwietnia 2004 do 25 listopada 2006. Wydawnictwo MediaWorks zebrało jej rozdziały w 2 tankōbonach, wydanych 27 września 2005 i 27 lutego 2007.
| Nr | Data wydania (język japoński) | ISBN (język japoński)  |
| -- | ----------------------------- | ---------------------- |
| 1  | 27 września 2005              | ISBN 978-4-8402-3160-2 |
| 2  | 27 lutego 2007                | ISBN 978-4-8402-3784-0 |

## Anime
6-odcinkowa seria OVA została wyprodukowana w 2007 roku przez Marvelous Entertainment i zanimowana przez studio Bee Train. Była to pierwsza produkcja tego studia od 1999 roku, której nie reżyserował założyciel firmy, dyrektor generalny i główny reżyser Kōichi Mashimo. Scenariusz napisał Tatsuhiko Urahata, głównym reżyserem został Tomoyuki Kurokawa, który kierował animatorami oraz innymi reżyserami – Shin’yą Kawatsurą i Tomoakim Kado. Dyrektorami artystycznymi produkcji byli Yoshimi Umino i Shin Watanabe, natomiast Yoshimitsu Yamashita odpowiadał za projekty postaci. Muzykę do serii skomponował Yasufumi Fukuda. Motyw otwierający, „Hikari sasuhou (jap. ヒカリサスホウ), wykonał zespół Back-On, natomiast motyw końcowy, „Naked Flower”, zaśpiewała Romi Park.
W Polsce anime zostało wydane na DVD przez Anime Virtual.